# 1950 na televisão
Nesta página encontram-se os fatos, estreias e términos sobre televisão que aconteceram durante o ano de 1950.

## Eventos

### Setembro
- 18 de setembro — Inaugurado o primeiro canal de televisão da América do Sul, a Rede Tupi, no Brasil.[1]

### Novembro
- 22 de novembro — São autorizadas as concessões para a TV Tupi São Paulo, TV Record São Paulo e TV Jornal do Commercio, no Brasil.

## Programas

### Setembro
- 19 de setembro
  - Estreia Imagens do Dia na Rede Tupi.[nota 1]
  - Estreia TV na Taba na Rede Tupi.
  - Estreia Woody Woodpecker (Pica-Pau) na Rede Tupi.[nota 2]
- 20 de setembro — Estreia Rancho Alegre na Rede Tupi.[nota 3]

## Nascimentos
| Data            | Nome                | Profissão                              | Nacionalidade  | Observações | Ref         |
| --------------- | ------------------- | -------------------------------------- | -------------- | ----------- | ----------- |
| 1 de janeiro    | Adriana Prieto      | atriz                                  | Brasil         | m. 1974     | [ 2 ]       |
| 2 de janeiro    | Débora Duarte       | atriz                                  | Brasil         |             |             |
| 23 de janeiro   | Guida Maria         | atriz                                  | Portugal       | m. 2018     | [ 3 ]       |
| 15 de fevereiro | Sílvia Bandeira     | atriz                                  | Brasil         |             |             |
| 28 de fevereiro | João Carlos Barroso | atriz                                  | Brasil         | m. 2019     | [ 4 ]       |
| 4 de março      | Juca Kfouri         | jornalista esportivo                   | Brasil         |             |             |
| 5 de março      | Caco Barcellos      | jornalista e repórter de televisão     | Brasil         |             |             |
| 30 de março     | Oliveira Andrade    | narrador                               | Brasil         |             |             |
| 5 de abril      | Agnetha Fältskog    | atriz, cantora e compositora           | Suécia         |             |             |
| 10 de abril     | Tessy Callado       | atriz e escritora                      | Brasil         |             |             |
| 16 de abril     | David Graf          | ator                                   | Estados Unidos | m. 2001     | [ 5 ]       |
| 16 de abril     | Zé Carlos Machado   | ator                                   | Brasil         |             |             |
| 28 de abril     | Jay Leno            | apresentador de televisão              | Estados Unidos |             |             |
| 2 de maio       | Fausto Silva        | jornalista e apresentador de televisão | Brasil         |             |             |
| 6 de junho      | Chantal Akerman     | atriz, roteirista e produtora          | Estados Unidos | m. 2015     | [ 6 ]       |
| 8 de junho      | Sônia Braga         | atriz                                  | Brasil         |             |             |
| 24 de junho     | Nancy Allen         | atriz                                  | Estados Unidos |             |             |
| 29 de junho     | Sérgio Groisman     | jornalista e apresentador de televisão | Brasil         |             |             |
| 29 de junho     | Lucia Hippolito     | jornalista e cientista política        | Brasil         | m. 2023     | [ 7 ]       |
| 1 de julho      | José Dumont         | ator                                   | Brasil         |             |             |
| 21 de julho     | Galvão Bueno        | radialista e locutor esportivo         | Brasil         |             |             |
| 23 de julho     | Luiz Ceará          | jornalista esportivo                   | Brasil         |             |             |
| 9 de agosto     | Cristina Pereira    | atriz                                  | Brasil         |             |             |
| 7 de setembro   | Julie Kavner        | atriz e dubladora                      | Estados Unidos |             |             |
| 28 de setembro  | Amaury Jr.          | apresentador                           | Brasil         |             |             |
| 16 de novembro  | Ricardo Blat        | ator                                   | Brasil         |             |             |
| 18 de novembro  | Tim Lopes           | repórter e produtor                    | Brasil         | m. 2002     | [ 8 ] [ 9 ] |
| 6 de dezembro   | Sérgio Fonta        | dramaturgo e ator                      | Brasil         |             |             |

## Mortes
| Data | Nome | Profissão | Nacionalidade | Observações | Ref |
| ---- | ---- | --------- | ------------- | ----------- | --- |